# Hélder Martins de Moraes
Hélder Martins de Moraes (Mauriti, 21 de março de 1937) é um jornalista, cineasta e ex-diplomata brasileiro.

## Biografia
Filho de Rosa Amélia de Moraes e Elias Martins de Moraes. Na década de 1950, estudou jornalismo em Paris. Em seguida, ele estudou direito em Brasília e fotografou para o Cruzeiro em São Paulo, sob a direção de Lili de Oliveira, publicando na revista A Cigarra (1914-1975).
Em 1963, ele entrou em um Curso de Preparação à Carreira de Diplomata do Instituto Rio Branco e foi nomeado Secretário da Legação de terceiros de classe nomeada. De 1965 a 1968, ele foi Secretário da Legação da terceira classe em Praga. Em 1969, ele foi para Saigon. De 1969 a 1970, ele foi chargé d'affaires em Jacarta. A partir de 1969 a 1971, ele serviu como Secretário da Legação de segunda classe em Tóquio com os Negócios da Expo '70. A partir de 1977 a 1979, ele foi Secretário da Legação de primeira classe em Georgetown. De 1980 a 1981, ele foi empregado no Itamaraty. De 1981 a 1984, ele foi enviado para o Conselho do Condado nos Estados Unidos. De 1984 a 1986, ele foi chargé d'affaires em Abu Dhabi, emirados Árabes Unidos. De 1986 a 1987, ele foi chargé d'affaires em Teerã. De 1988 a 1990, foi enviado ao Conselho, em Tel Aviv. De 1990 a 1993, ele foi enviado para o Conselho do Condado de Estocolmo.
Em dezembro de 1993, foi nomeado Embaixador em Accra, de 1994 a 1997. Ao mesmo tempo, ele estava com os governos da Monróvia, Libéria e Freetown, Serra Leoa. A partir de 1998 a 2001, foi Embaixador em Maputo.
De Março de 2002 a maio de 2003, foi Embaixador em Kiev. Foi durante seu mandato que em 22 de agosto de 2003, houve o acidente de Alcântara.
Em 2003, ele produziu Padre Cícero, um excelente documentário, para a empresa de comunicação do Sistema Verdes Mares, no estado Federal de Ceará.

## Distinções e homenagens
- Em 2003 recebeu o Troféu Sereia de Ouro, do Grupo Edson Queiroz, entregue pelo Sistema Verdes Mares,[6]